# Мюррей, Том
Том Мюррей (англ. Tom Murray; 8 сентября 1874 — 27 августа 1935) — американский киноактёр. С 1922 по 1931 снялся в тринадцати фильмах, в том числе в двух фильмах Чарли Чаплина.

## Биография
Родился в Стоунфорте, штат Иллинойс.
В кино играл небольшие роли, как правило, злодеев. Наиболее известные — у Чарли Чаплина: упрямый шериф в «Пилигриме» (1923) и преступник и золотоискатель Чёрный Ларсен в «Золотой лихорадке».
Умер в Голливуде, штат Калифорния от сердечного приступа.
Был женат на актрисе театра и кино Луиз Карвер (англ. Louise Carver).

## Избранная фильмография
- 1923 — Пилигрим — шериф Брайан
- 1925 — Золотая лихорадка — Чёрный Ларсен